# Mijazaki

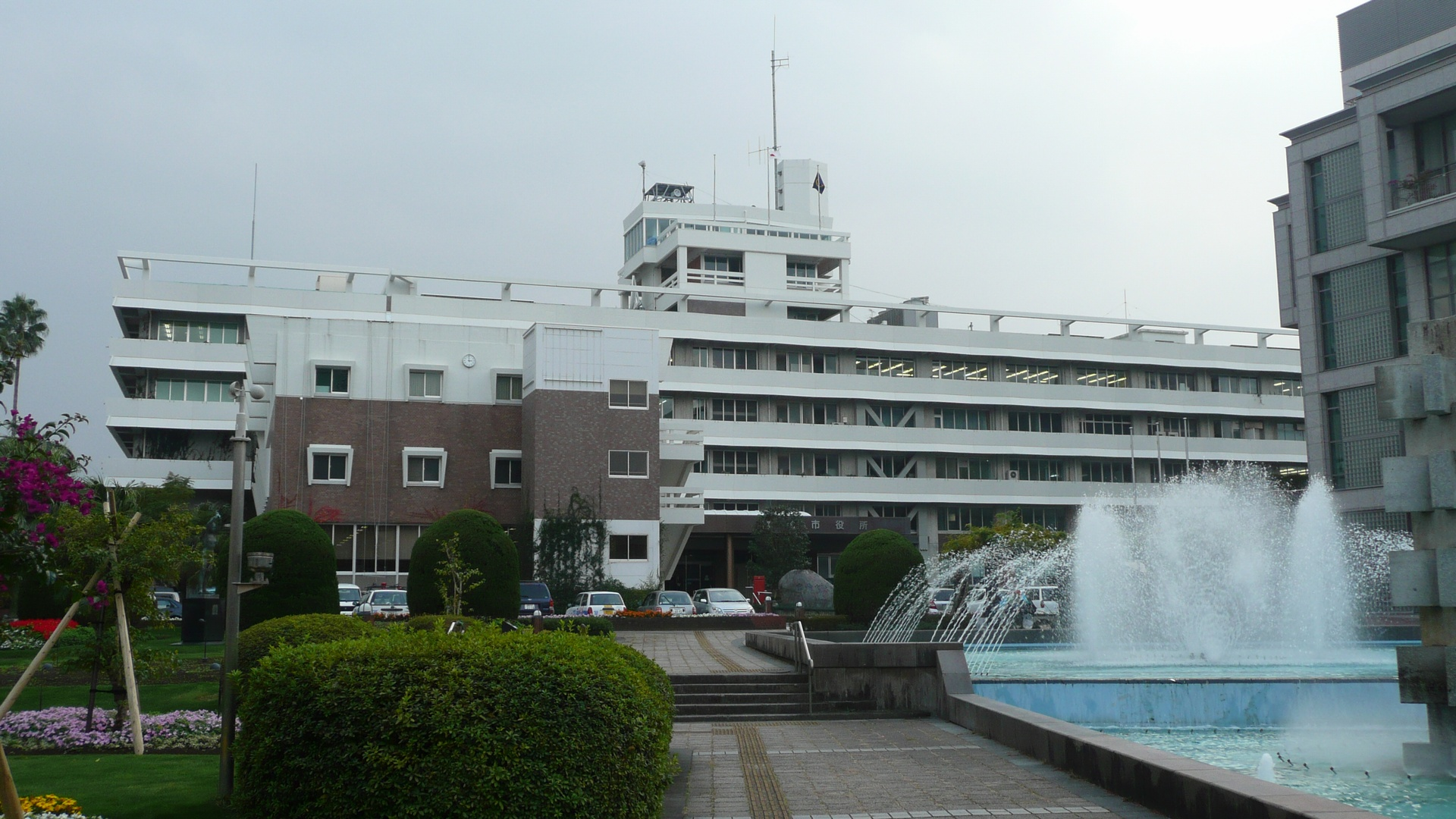
Radnice města Mijazaki

Mijazaki (japonsky: 宮崎市; Mijazaki-ši) je hlavní město prefektury Mijazaki na ostrově Kjúšú v Japonsku. Mijazaki protéká řeka Ojodo.
K 1. březnu 2008 mělo město 369 467 obyvatel a hustotu osídlení 619 ob./km². Celková rozloha města je 596,80 km².
Mijazaki získalo statut města 1. dubna 1924.
Přibližně čtyři kilometry jihovýchodně od centra na břehu moře leží letiště Mijazaki.

## Partnerská města
- Bouen County, Jižní Korea (6. srpna 1993)
- Chu-lu-tao, Čínská lidová republika (16. května 2004)
- Virginia Beach, Virginie, USA (25. května 1992)
- Waukegan, Illinois, USA (3. května 1990)